# مانوک اکسرجیان
مانوک اکسرجیان (ارمنی: Մանուկ Էսերջյան؛ زاده ۱۸۸۸ – درگذشت نوامبر ۱۹۷۴) معمار ارمنی‌تبار اهل ایالات متحده آمریکا بود. 

## زندگی‌نامه
در ۱۸۸۸ در کنستانتینوپل به دنیا آمد و در سال ۱۹۱۴ از مدرسه سلطنتی معماری در کنستانتینوپل فارغ‌التحصیل شد. وی بیمارستان و مرکز پزشکی منهاست نیویورک را طراحی نمود. اکسرجیان گروهی از مجتمع‌های آپارتمانی خیابان ۶۶ام و درایو ۶۷ام بولوار کوینز واقع در فارست هیلز، نیویورک را طراحی نمود. اکسرجیان وی در نوامبر ۱۹۷۴ در سن ۸۶ سالگی در منزل خویش در منهاست درگذشت.

## شغل طراح
اگزرجیان در سال ۱۹۲۷ مالک و طراحی چهار خانه واقع در کانن پلیس، نزدیک خیابان ۲۸۸، برانکس بود. او مالک چندین قطعه زمین در خیابان لکسینگتون پایین منهتن بود که در فوریه ۱۹۲۹ از او خریداری شد.
در مارس ۱۹۳۴ اگزرجیان توصیه کرد که ۲۵٬۰۰۰٬۰۰۰ دلار از بودجه اختصاص داده شده دولت فدرال ایالات متحده برای ایجاد تغییرات در خانه‌های موجود در سمت شرق پایین استفاده شود. او تأکید کرد که همین مقدار پول، زمانی که برای ساخت چندین بلوک مسکن جدید استفاده شود، وجود زاغه‌ها را برای مدت طولانی‌تری تداوم می‌بخشد. این امر به این دلیل رخ می‌دهد که سرمایه خصوصی قادر به رقابت سودآور با مسکن معاف از مالیات نیست.
اگزرجین گروهی متشکل از سه خانه آپارتمانی را در بلوار کوئینز بین خیابان ۶۶ و ۶۷ درایو، در فارست هیلز، نیویورک طراحی کرد. این سه واحد آپارتمانی که در سال ۱۹۳۷ به سبک باغ شش طبقه طراحی شدند، بلوکی به اندازه ۶۰۰ فوت را پوشانده بودند. ۲۱۲ آپارتمان و ۱۴ فروشگاه برای این منطقه در نظر گرفته شده بود.
اگزرجیان به عنوان رئیس شرکت خانه هایی برای زندگی مدرن، در نوامبر ۱۹۴۰، ۲۴ قطعه زمین را در سه بلوک از مترو خیابان هشتم ساخت و فروخت. توسعه در ضلع جنوبی خیابان آستین، شرق بلوار یلوستون، در جنگل هیلز بود. او پیش از این چندین خانه شخصی در این منطقه ساخته و فروخت